# Глендонит
Глендониты («Беломорская рогулька») — группа карбонатных образований разнообразной формы, встречающихся в месторождениях разного возраста, от докембрия до современных литоральных осадков.

## Описание
Друзы кристаллов глендонита представляют собой псевдоморфозы (продукты замещения, без изменения первоначальной формы), кристаллов икаита (CaCO3·6H2O) (по другим данным: гейлюссит, глауберит, гипс, целестин, ангидрит, тенардит) — плотными агрегатами кальцита (CaCO3).
Существует описание биохемогенного формирования карбоната глендонита.
Размеры достигают 0,6 — 1,2 метра.

## Месторождения

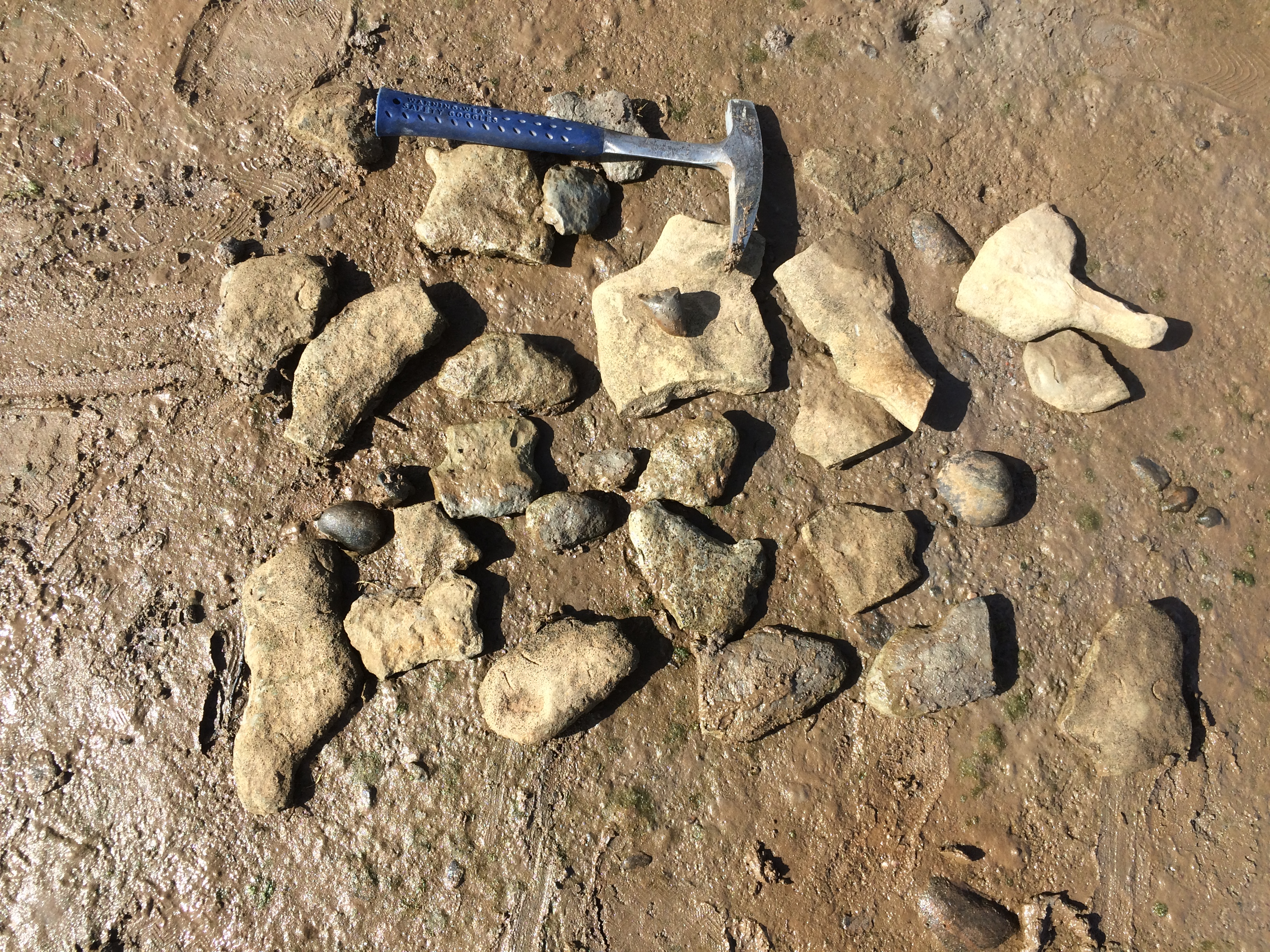
В этой глине образуются «Беломорские рогульки»

Впервые обнаружен в Гренландии, около фьорда Икка (отсюда название икаит).
Название глендонит получил по названию района Западной Австралии — Гленденбрука, где также был найден и описан.
В России местонахождение глендонита находится близ села Оленица на Терском берегу Кольского полуострова.
Поморы назвали глендонит, из-за своеобразной формы — «Беломорская рогулька».
Также встречаются сферические образования, в центре которых находится кристалл глендонита: они представляют собой стяжения глинистых и карбонатных частиц.